# William Milne
William Milne   (Aberdeen, 23 de març de 1852 - Kingston-upon-Thames, 16 de març de 1923) va ser un tirador escocès que va competir a cavall del segle xix i del segle xx.
Va prendre part en dues edicions dels Jocs Olímpics. El 1908 a Londres va disputar tres proves del programa de tir. Fou quart en carrabina, blanc cec, setè en carrabina, blanc mòbil i catorzè en carrabina, blanc fix.
Quatre anys més tard, als Jocs d'Estocolm, va disputar tres proves més del programa de tir. En aquesta ocasió guanyà dues medalles de plata, en les proves de carrabina, 50 metres individual i carrabina, 25 metres per equips, mentre en la de carrabina, 25 metres individual fou vint-i-dosè.